# س. أوستين مايلز
س. أوستين مايلز (بالإنجليزية: Charles Austin Miles)‏ هو ملحن أمريكي، ولد في 7 يناير 1868 في لاكهورست في الولايات المتحدة، وتوفي في 10 مارس 1946.

## وصلات خارجية
- س. أوستين مايلز على موقع ميوزك برينز (الإنجليزية)
- س. أوستين مايلز على موقع ديسكوغز (الإنجليزية)